# Elín Metta Jensen
Elín Jensen (født 1. marts 1995) er en islandsk foodboldspiller, der spiller som angriber for Valur og Islands landshold.

## Klubkarriere
Jensen har spillet for Valur siden 2010. Hun fik sin debut i Úrvalsdeild som 15-år gammel i juli 2010, hvor hun scorede Valurs femte mål i en 7-2 sejr over Haukar. I 2012 scorede hun 18 mål i 18 kampe og vandt ligaens Gyldne Støvle. Jensen underskrev en ny tre-årig kontrakt med Valur i november 2013.

## International karriere
Elín Metta Jensen fik sin debut for Islands A-landshold den 16. juni 2013, hvor hun blev skiftet ind for rekord målscoreren Margrét Lára Viðarsdóttir efter 75 minutter i en 3–0 sejr i en venskabskamp over Ungarn.
Hun var en del af Islands trup til EM i fodbold for kvinder 2013 og igen til EM i fodbold for kvinder 2017.